# Демарк
«Демарк» — був найбільшим за розмірами чернігівський банк, зареєстрований 10 липня 1992 року, головний офіс у м. Чернігів. Мав розгалужену мережу відділень — 76 відділень по Чернігову, області та Україні.
Фактично припинив роботу у серпні 2014 року. Це викликало значні збитки серед чернігівців — в багатьох чернігівців були вклади в цьому банку, але не всім виплатили компенсації. Черги у відділеннях інших банків, особливо у Приватбанку, куди було переведено більшу частину клієнтів, спостерігалися з літа 2014 року по кінець 2014 року.

## Власник банку
Банком володіє через ЧП "Фінінвест" громадянин України Шинковенко Андрій Васильович, уродженець Луганської області. Йому належить 49 відсотків акцій. Решта акцій належать 206 фізичним особам (49,65 відсотків) і 16 юридичним особам (0,59 відсотка).

## Мережа відділень
Банк станом на 31 грудня 2013 року на своєму балансі мав 58 відділень в Україні, з них — 39 відділень в м. Чернігові (у 2012 році — 61 відділення в Україні, з них 39 відділень в м. Чернігові).
Станом на 31 грудня 2013 року чисельність персоналу Банку становила 470 осіб (у 2012 році — 500 осіб).

## Кошти
Більша частина коштів — 1,035359 млрд. грн або 84,1 % — кошти фізичних осіб (простих українців).

## Акції банку
Станом на 31 грудня 2013 року кількість акцій (згідно Свідоцтва про реєстрацію випуску акцій No 874/1/10, зареєстрованого 12.10.2010 р. і виданого 29.03.2011 р. Державною комісією з цінних паперів та фондового ринку) становить 1 760 000 000 штук простих іменних акцій
бездокументарної форми існування загальною номінальною вартістю 176 000 000 гривень.

## Припинення діяльності

### Передумови
На початку 2014 року в банку почалися проблеми. В лютому Демарк отримав від НБУ 40 млн гривень. Але це не виправило ситуацію.

### Закриття відділень
Із серпня 2014 року почали закриватися відділення банку. Клієнтам припинили виплачувати кошти. Збитки досягли 18 млн гривень, заборгованність перед клієнтами зросла до 40 млн гривень. В місті виникла паніка, оскільки банк виплачував пенсії значній частині чернігівців і зарплати бюджетникам. Частину клієнтів було переведено в Ощадбанк і Приватбанк. По місті пішли чутки, що Коломойський захотів забрати Демарк собі.

### Бездіяльність НБУ
Практично цілий місяць (до 19 вересня 2014 року) НБУ не проявляв ніякої активності щодо ситуації в банку. 19 вересня Прокуратура Чернігова відкрила справу щодо заволодіння службовими особами банку Демарку кредитом на суму більше 40 млн гривень.

### Введення тимчасової адміністрації
29 вересня (через 1,5 місяці після фактичного банкротства банку) НБУ було введено тимчасову адміністрацію на чолі з Володимиром Приходьком. Зі слів представників Нацбанку весь час, поки люди штурмували банк, щоб отримати власні кошти, Національний банк шукав інвесторів для збанкрутілого банку. Про це також свідчить оголошення на сайті банку.

### Виплата компенсації
Як оголосив Леонід Волошок, начальник  територіального управління НБУ в Черніговській області, компенсації вкладникам розпочнуть виплачувати не раніше 1 листопада 2014 року. Причому максимальна сума виплат — 200 000 гривень. В першу чергу будуть виплачувати компенсацію тим, у кого вже вийшов термін видачі вкладів і тим клієнтам, у яких пенсії і зарплати в банку.
На початку жовтня міністр фінансів Олександр Шлапак заявив, що у Фонді гарантування вкладів закінчуються кошти. До кінця року потрібно 16 млрд гривень, а Нацбанк виділив лише 5 млрд. гривень.

### Продаж відділень банку
Банк продав 6 відділень в Чернігові. Причому 5 продав до 19 серпня 2014 року, а шосте — за узгодженням з НБУ, після 19 серпня.

### Розпродаж майна
Станом на грудень 2015 року пройшов розпродаж майна банку, розпочато задоволення вимог кредиторів третьої черги.

## Галерея

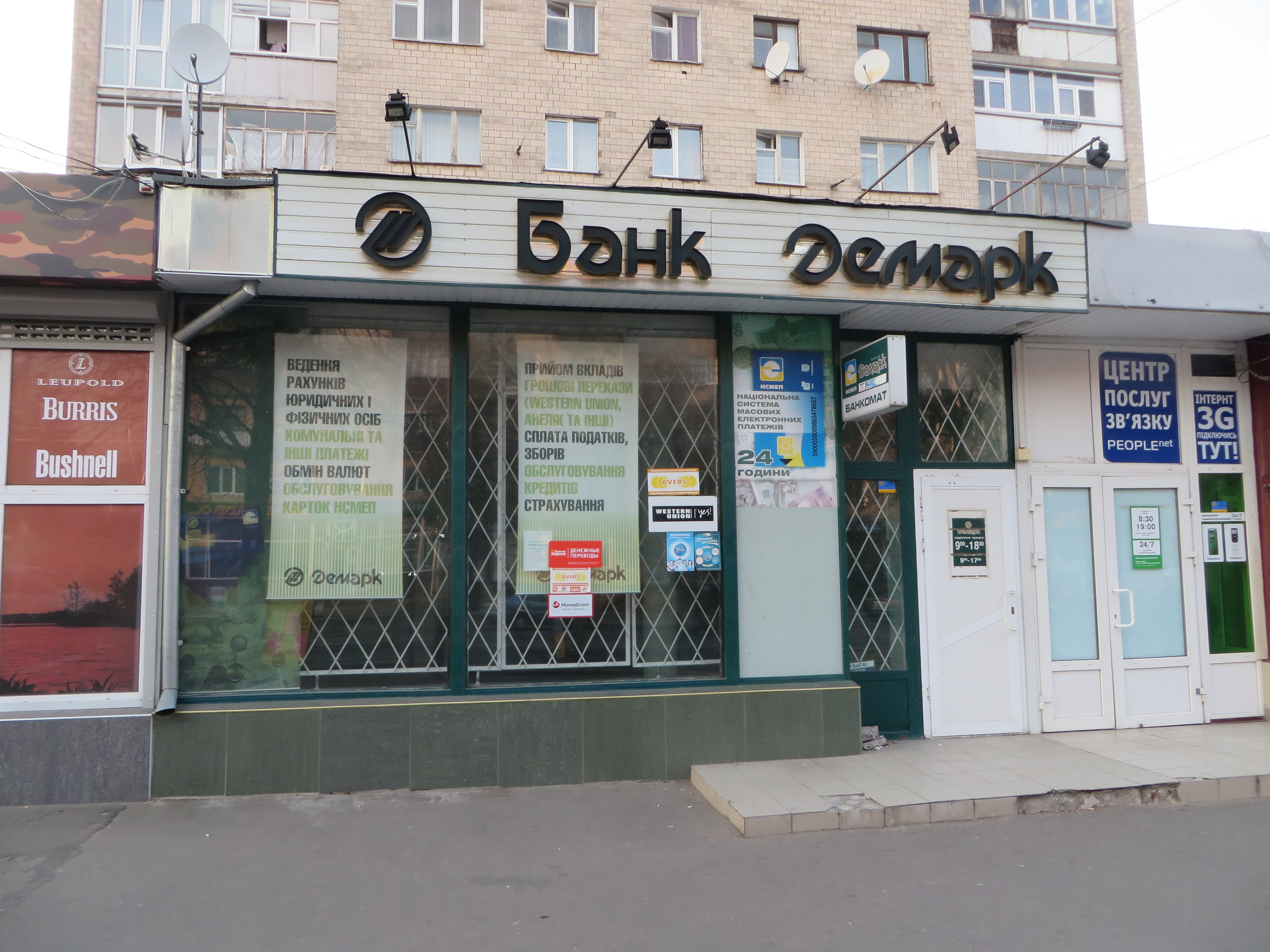
відділення в Чернігові на пр. Миру